# Lurischer Tanz

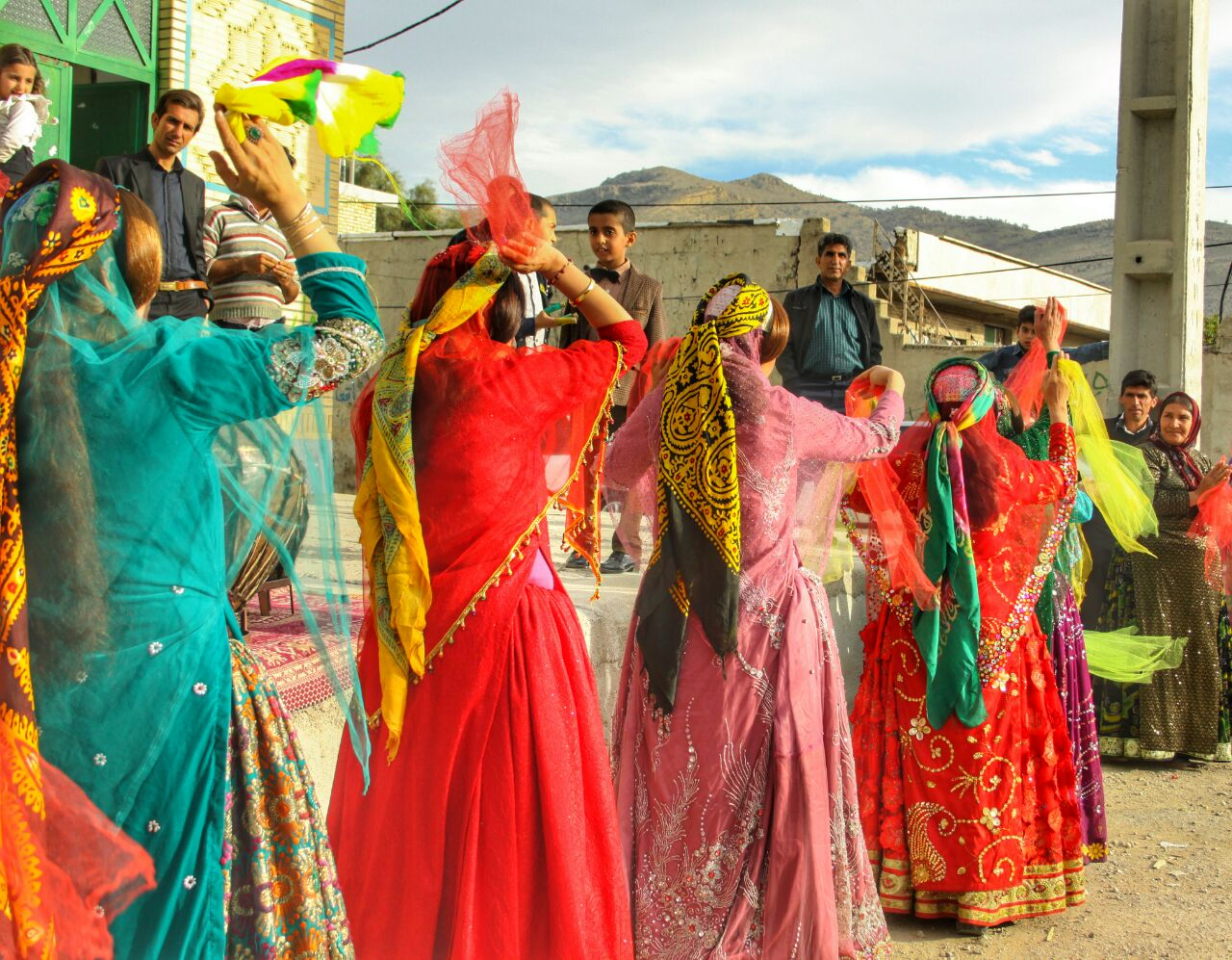
Der Tanz der Taschentücher, während einer Hochzeitszeremonie, Mamasani, Iran

Die lurischen Tänze sind Volkstänze, die von der Ethnie der Luren gepflegt werden und die sich seit Generationen gebildet und entwickelt haben. Wegen der entdeckten Artefakte sowie aus archäologischen Grabungen in von Luren bewohnten Gebieten wird die These abgeleitet, dass die Geschichte dieser Tänze mit der Geschichte der Besiedlung des iranischen Plateaus zusammenhängt.

## Tanzstile

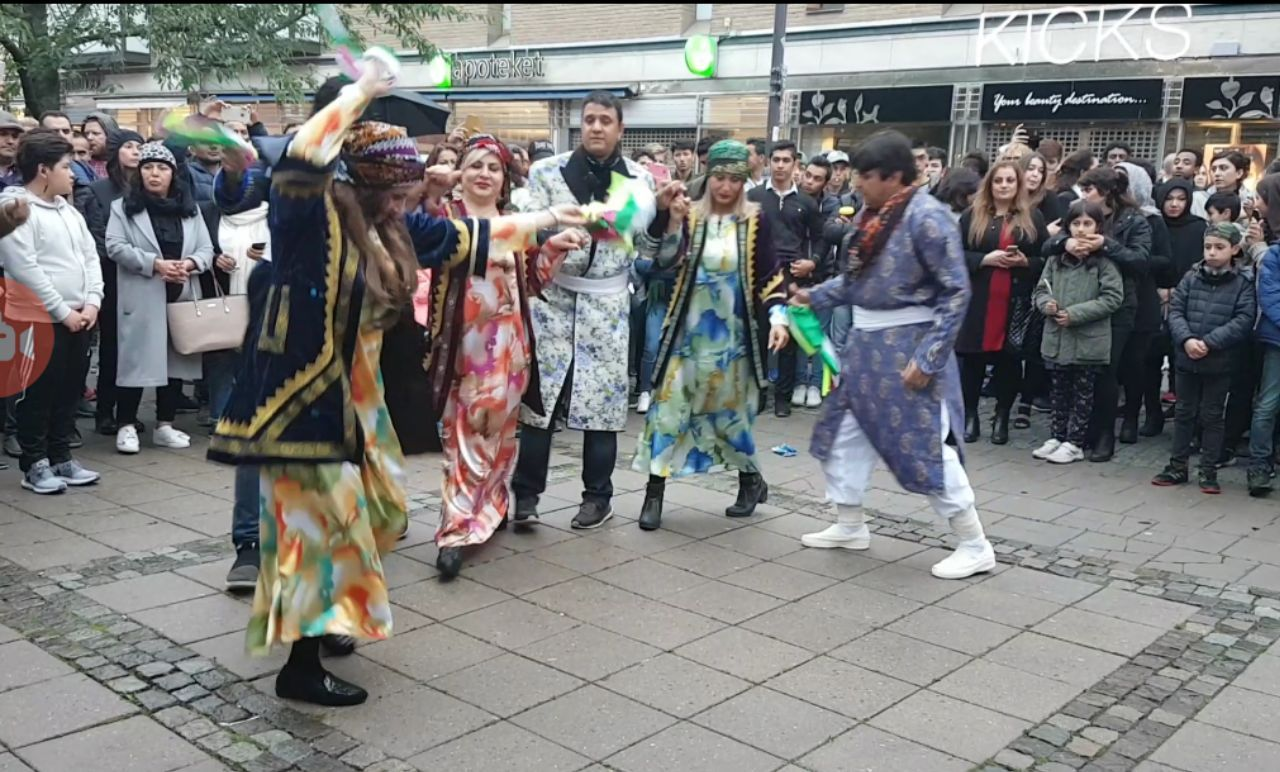
Čupi Tanz der Feyli Luren in Schweden

In von Luren bewohnten Gebieten gibt es viele Arten von Tänzen. Die am meisten verbreiteten Tänze sind der „Tanz der Taschentücher“, Čupi Tänze (SanginSama, Se-Pâ (drei Stufen), Du-Pâ (zwei Stufen)) und der Stocktanz (Čubâzi oder Tarka-Bâzi), der eine Kampfkunst-Show ist.